# Andrés Espinosa

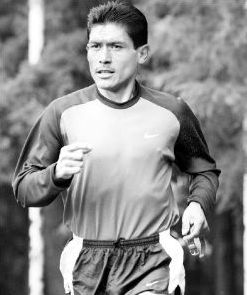
Andrés Espinosa 2005

Andrés Espinosa (* 4. Februar 1963 in Monclova, Coahuila) ist ein mexikanischer Langstreckenläufer, der seine größten Erfolge im Marathon hatte.
1991 und 1992 wurde er Zweiter beim New-York-City-Marathon, 1993 gewann er ebendort. 1994 wurde er Zweiter beim Boston-Marathon in 2:07:19, bis heute die schnellste Zeit, die ein Mexikaner je gelaufen ist, und bis 2006 die zweitschnellste Zeit in Boston überhaupt.
Bei den Leichtathletik-Weltmeisterschaften 1995 in Göteborg wurde er Neunter.
Beim Berlin-Marathon 2003 stellte er als Vierter in 2:08:46 einen Weltrekord für die Altersklasse M 40 auf.
Zweimal nahm er an Olympischen Spielen teil: Bei den Spielen 2000 in Sydney belegte er den 27. Platz, bei den Spielen 2004 in Athen kam er auf den 69. Platz.